# Capa d'ossos
La capa d'ossos, en idioma anglès: bone bed és qualsevol estrat geològic o dipòsit que conté ossos de qualsevol tipus. Són sempre dipòsits de naturalesa sedimentària. També s'aplica aquest terme als dipòsits de bretxes o d'estalacites al terra de les coves, els quals sovint contenen també restes d'ossos.
Una d'aquestes capes fines d'ossos és el Ludlow Bone Bed, el qual es troba a Ludlow (Anglaterra). Un altre és el de Bristol o Lias Bone Bed, amb restes d'espines de peixos i ossos de sauris sobre les margues de Keuper o els de Hanover i Tübingen (Alemanya). Una capa d'osos també s'ha observat en la pedra calcària del Carbonífer a certes parts del sud-oest d'Anglaterra.
També hi ha Bone beds a Amèrica del Nord, Amèrica del Sud, Mongòlia i Xina. A Portugal hi ha capes d'ossos terrestres del Triàsic del gènere Metoposaurus, les capes d'ossos dels Mapusaurus a Canadon de Gato, a l'Argentina, els d'Allosaurus de Cleveland Lloyd Dinosaur Quarry a Utah, el Dinosaur National Monument entre Utah i Colorado, un os d'Albertosaurus a Alberta, una capa d'ossos del Daspletosaurus de Montana, les capes d'ossos del Cenozoic del John Day Fossil Beds d'Oregon i la Conca Nemegt del Gobi de Mongòlia. Exemples de capes d'ossos marines són a: Bentiaba, Angola amb nombrosos mosasaures i plesiosaures.